# Шенандоа Џанкшон (Западна Вирџинија)
Шенандоа Џанкшон (енгл. Shenandoah Junction) насељено је место без административног статуса у америчкој савезној држави Западна Вирџинија.

## Демографија
По попису из 2010. године број становника је 703.
| Група             | 2000.    | 2010.       |
| Белци             | 0 (0,0%) | 623 (88,6%) |
| Афроамериканци    | 0 (0,0%) | 33 (4,7%)   |
| Азијати           | 0 (0,0%) | 3 (0,4%)    |
| Хиспаноамериканци | 0 (0,0%) | 14 (2,0%)   |
| Укупно            | 0        | 703         |